# Руска унијатска црква
Руска унијатска црква (рус. Русская униатская церковь, лат. Ecclesia Ruthena unita), позната и као Митрополија (Врховна архиепископија) кијевска, галичка и све Руси (рус. Митрополия (Верховная архиепископия) Киевская, Галицкая и всея Руси), била је помјесна црква Католичке цркве грчког обреда, образована у Државној заједници Пољске и Литваније као исход Брестовске уније 1596. године. У богослужењу је користила црквенословенски и западноруски  језик.
Непосредни насљедници ове цркве су Украјинска и Бјелоруска гркокатоличка црква, док је посредни Руска гркокатоличка црква. Оне су образоване у савремено доба и не датирају непосредно из Брестовске уније. Русинска гркокатоличка црква није настала Брестовског унијом, него Ужгородском унијом 1648, заједно са Мађарском и Словачком црквом.

## Предисторија
Велики кијевски кнез Владимир Свјатославич је 988. увео хришћанство са грчким обредом као државну религију Руси. Велики раскол између Источне и Западне цркве догодио се 1054. године. Кијевска црква је насљедила традиције византијског Истока и била је дио Константинопољске патријаршије.
Митрополит кијевски Исидор био је један од потписника Фирентинске уније у јулу 1439. године. Велика московска кнежевина одбила је да призна Фирентинску унију и одвојила се од Митрополије кијевске, изабрала свог митрополита 1448. и образовала посебну митрополију са сједиштем у Москви 1461. године.
Исидор је 12. децембра 1452. у Светој Софији у Константинопољу, у присуству цара, епископата и мирјана, прогласио унију Римокатоличке и Православне цркве.
Латини патријарх константинопољски је ступио у унију 1458, а Григорија Бугарина посветио у звање митрополита кијевског, галичког и све Руси. Промијењене су границе Митрополије кијевске, а у њеном саставу остало је 9 епархија. Све до 1467. унија није одбачена, а тада је митрополит Григорије ступио у општење са патријархом константинопољским, обновљеним послије пада Константинопоља 1453, који се сада налазио у саставу Османског царства. Упркос томе, однос према унији је углавном остао неутралан. Политика Жечпосполитија била је претежно антиосманска. Патријарх константинопољски Јеремија II је 1588, пролазећи кроз Жечпосполи, организова чистку највишег руководства Митрополије кијевске, а затим стигавши у Москву 1589, уздигао Митрополита московског у звање патријарха, чиме су претензије Москве на православне територије Жепосполија ојачале.
Већина епископа Митрополије кијевске, превођене митрополитом Михаилом, подржала је унију.

## Историја
Као исход Брестовске уније 1596, на територији Жечпосполија образована је Унијатска црква, митрополија је поново подријеђена папи римском, успијевајући да задржи све епархије у свом саставу. Истовремено, противници уније су сачували и православну црквену организацију, што је довело до паралелног постојања двије Митрополије кијевске: гркокатоличке и православне.
Протести православаца против преласка цркава и манастира у унију изражавали су се у виду књижевних полемика, дебата на засједањима сејмова, братских покрета, као и отвореног иступања до устанка, међу којима су Могиљовски 1618. и Витепски 1623, подигнути дјеловањем архиепископа полоцког. Заузврат, Унијатска црква, да би повећала свој утицај међу становништвом, створила је сопствени систем образовних институција и црквених братстава, активно је учествовала у књижевним полемикама и била се издавањем књига.
Већ 1601. у Вилњусу је митрополит кијевски, галички и све Руси Ипатије Потеј основао прву богословију Руске унијатске цркве при Тројичком манастиру.
Унијатска црква је у цјелини уживала државну подршку, иако се сматрала другораздредном, о чему посебно свједочи чињеница да највећи гркокатолички јерарси нису били дио сената.
Постепено је растао ауторитет унијатске цркве, што је олакшано стварање базилијанског реда, као и преласком на гркокатолицизам Мелетија Смотрицког. Од 1630-их, племство је почело да нагиње унији. Током 1630-их, митрополит Јосиф Рутски је покушао да створи уједињену унијатско-православну Кијевску патријаршију, али је пројекат био неуспјешан. Упркос напорима да се унија прошири, у Жечпосполију је 1647. било око 4000 унијатских и више од 13500 православних парохија.
Посвећењем нове православне јерархије у Жечпосполији (прије тога православним епископима није било дозвољено да виде катедру краља и великог кнеза Сигисмунда III) од стране патријарха јерусалимског Теофана III 1620, подјелом културних институција између православаца и унијата граматом Владислава IV 1635. одобрена је подјела на двије легалне кијевксе митрополије (унијатску и православну) и тиме је учвршћен раскол у западноруском друштву. Покушаји да се они помире вршени су на саборима у Кијеву 1629. и у Лублину 1680, сазвани на иницијативу унијатске јерархије, али су их православни јерарси игнорисали. Тридесетих година 17. вијека, митрополит Јосиф Рутски је сковао пројекат стварања патријаршије на основи Митрополије кијевске, заједничке православној и унијатској цркви, што је заинтересовало православне опоненте, укључујући Петра Могилу. Ова идеја није наишла на подршку папства, власти Жечпосполија и није наишла на разумјевање међу православним становништвом.
Током Пољско-руског рата од 1654. до 1667, унија је била забрањена на територијама под руском контролом. Послије Андрусовског примирја 1667, владајући кругове Жечпосполија нагло су повећали подршку унији. У још већој мјери, раст њене привлачности у очима племства олакшао је потчињавање православне Митрополије кијевске Московској патријаршији 1688, што је значило губитак самосталне православне цркве Жечпосполија и њено потпуно потчињавање интересима Русије, противника у недавном рату. Посебно је подршка Унијатској цркви и истовремени притисак централних власти на православну цркву повећан за вријеме владавине Јана Собјеског. Унију је прихватила Епархија пшемислска 1682, Епархија лавовска 1700. и Епархија луцка 1702. године. Истовремено, унијатско становништво Жечпосполија превазилазило је православно. Ширење уније било је тако примјетно да је у посљедњој четвртини 17. вијека у Руском царству владало мишљење да у Малорусији унијати нису били малобројни, а да су ријетки остали православни.
У 18. вијеку почиње постепена латинизација Унијатске цркве, изражена усвајањем латинског обреда, што је противрјечило условима Брестовског сабора 1596. године. Носиоци латинизације били су базилијани, који су потицали углавном из пољских католичких породица. Од посебно значаја био је Замојски сабор 1720, којим је одлучено да се унифицира богослужење, прихватањем литургијских књига које је одобрила папска власт и одбијањем да се користе некатоличка издања. Послије 1720, у унијатству су се појавила два тока: они који су настојали да позајме римокатоличке традиције и они који су настојали да очувају сопствене западноруске православне традиције и чистоћу обреда.
Од 1729. (званично од 1746) до 1795. резиденција унијатских митрополита био је град Радомисл. Именовани и администратор унијатске Митрополије кијевске епископ Атанасије Шептицки ступио је 5. марта 1729. у посјед Радомисла, који је касније исто године постао митрополит.
На теритрији Велике литванске кнежевине унијати су 1791. чинили 39% становништва, а на територији савремене Бјелорусије 75% (у сеоским срединама више од 80%).
Већина сљедбеника унијатске цркве били су сељаци, а поред њих дио варошана и дио ситне властеле.
Послије подјеле Жечпосполитија, када је већи дио територија епархија Унијатске цркве ушао у састав Русије, дио гркокатолика приступио је Православној руској цркви, а дио остао потчињен Риму.
Општи правац политике свих руских царева био је нефлексибилан. На парохијане Руске унијатске цркве гледано је као на православце који су под притиском прихватили папину јурисдикцију и који су, под било којим изговором, склони нарушавању те јурисдикције. Већ за вријеме Катарине II била је распрострањена дјелатност превођења гркокатолика у православље у земљама Литваније и Бјелорусије. Катарина II је 1787. одредила да само штампарије подријеђене Синоду могу да штампају духовне књиге у Русији, а дјелатност гркокатоличких штампарија је престала. Православни архиепископ мински Виктор је 1794. послао апеле у којима је позвао унијате да пређу „у праву вјеру”, који су у градовима и селима читани као државни акти. Ако је било оних који су хтјели да пређу у православље, онда су их власти записивале у књиге, исплаћивале им новчане накнаде и слале свештеника са одредом војника који су гркокатолицима одузели цркву и предали је православцима, а протјеривали гркокатоличке свештенике са њиховим породицама. Наређено да се гркокатоличке епархије укину ако им је приписано мање од 100 домаћинстава, али ако су хтјели да пређу у православље, дозвољен им је опстанак. Гркокатоличке епархије, с изузетком Епархије полоцке, су укинуте, а епископи су или пензионисани или протјерани.
Након смрти Теодосија Ростоцког (1805), папа Пије VII је 24. фебруара 1807. потписао булу „In universalis Ecclesiae regimine” којом је гркокатоличка Митрополија галичка проглашена насљедницом унијатске Митрополије кијевске.
Послије паузе (за вријеме владавине царева Павла I и Александра I), борбу против уније наставио је цар Николај I. Административној ликвидацији Унијатске цркве претходила је кампања за приближавање унијатских обреда православним, коју је преводио епископ литвански Јосиф. У Полочком сабору 1839. поништене су одлуке Брестовског сабора: 1607 унијатских парохија и више од 1,6 милиона парохијана прешли су под јурисдикцију Православна руске цркве. Једина унијатска епархија у Русији остала је Епархија холмска, која је 1875. претворена у православну.

## Предстојатељи
| Слика | Име                 | Вријеме управе                         |
| ----- | ------------------- | -------------------------------------- |
|       | Михаило Рогоза      | 27. јул 1596 — 1599                    |
|       | Ипатије Потеј       | 26. септембар 1599 — 1613              |
|       | Јосиф Рутски        | 5. април 1614 — 5. фебруар 1637        |
|       | Рафаило Корсак      | 1637 — 28. август 1642                 |
|       | Антоније Селава     | 18 март 1642 — 5. октобар 1655         |
|       | Гаврило Коленда     | 24. април 1655 — 11. фебруар 1674      |
|       | Кипријан Жоховски   | 11. фебруар 1674 — 26. октобар 1693    |
|       | Лав Слубич-Заленски | 22. септембар 1694 — 24. август 1708   |
|       | Јуриј Виницки       | 7. мај 1708 — 22. септембар 1713       |
|       | Лав Кишка           | 17. септембар 1714 — 19. новембар 1728 |
|       | Атанасије Шептицки  | 18. август 1729 — 12. децембар 1746    |
|       | Флоријан Гребницки  | 16. децембар 1748 — 18. јул 1762       |
|       | Филип Володкович    | 18. јул 1762 — 12. фебруар 1778        |
|       | Лав Шептицки        | 1778—1779                              |
|       | Јасон Смогоржевски  | 1780—1788                              |
|       | Теодосије Ростоцки  | 1. новембар 1788 — 25. јануар 1805     |

Они који су слиједили, које је руска влада поставила на овај положај у јулу 1806 — Ираклије Лисовски, Григорије Коханович, Јосафат Булгак — папска катедра сматрала је само администраторима.
Папа Пије VII је 24. фебруара 1807. потписао булу „In universalis Ecclesiae regimine”, по којој је проглашена гркокатоличка Митрополија галичка и одобрена кандидатура за мјесто митрополита, као насљедница унијатске Митрополије кијевске.

## Црквена структура
Послије Брестовске уније 1596, архиепископије кијевска и полоцка и епархије пинска, луцка, владимирска и холмска. Епархије лавовска и пшемислска нису прихватиле унију. Након смрти епископа Кирила Терлетског 1607. године, Епархија луцка се постепено удаљила од уније, враћајући се у њу 1702. са епископом Дионисијем Жабокрциким. Након пољског заузимања Смоленска 1616, краљ је предложио Лава Кревзе 1626. за архиепископа смоленског, чиме је основао унијатску Архиепископију смоленску. Унијатској Митрополији кијевској се придружила Епархија премишлска под епископом Инокентијем Виничким 1691, а Епархија лавовска под епископом Јосифом Шумљанским 1700. године.
- Архиепископија кијевска
- Архиепископија полоцка
- Архиепископија смоленска
- Епархија пинско-туровска
- Епархија луцко-острошка
- Епархија владимирско-брестовска
- Епархија холмска
- Епархија лавовска
- Епархија пшемилска

Током подјеле Жечпосполитија, Руска унијатска црква је имала 9300 парохија, 10.300 свештеника и 4,5 милиона парохијана (укупан број становника Жечпосполија био је 12,3 милиона). Унијатска црква је посједовала 172 манастира са 1458 монаха.